# Joseph Blanc (peintre)
Pour les articles homonymes, voir Joseph Blanc et Blanc (homonymie).
Joseph-Paul Blanc né à Montmartre (alors séparée de Paris) le 25 janvier 1846 et mort dans la même ville le 4 juillet 1904 est un peintre français.

## Biographie

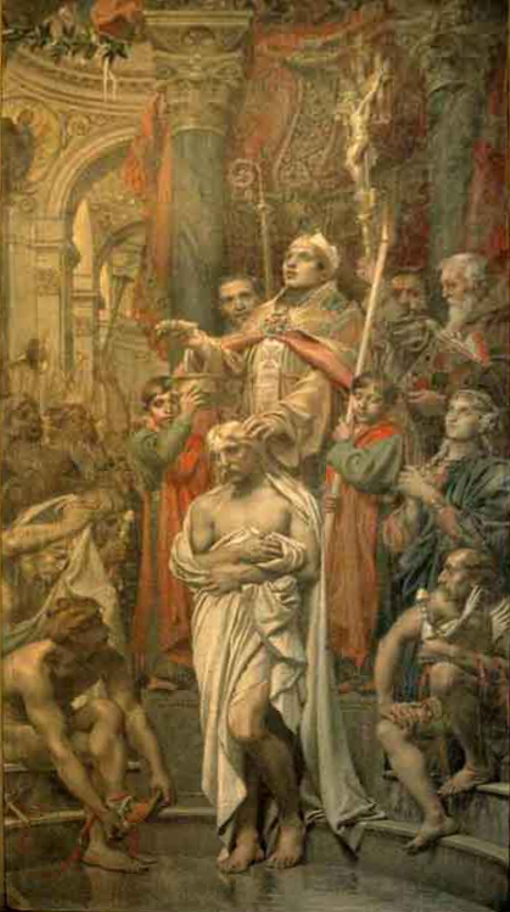
Le Baptême de Clovis (entre 1880 et 1899), Panthéon de Paris.

Joseph Blanc est élève d'Émile Bin et d'Alexandre Cabanel à l'École des beaux-arts de Paris. Il obtient le prix de Rome en peinture en 1867 pour Le Meurtre de Laïus par Œdipe. Il accueille des élèves dans son atelier à Montmartre. Joseph Blanc est nommé professeur à l'École des beaux-arts de Paris en 1889.
Il peint des sujets religieux, mythologiques, historiques, et réalise des portraits d'hommes politiques.
Il participe à la décoration de différents édifices, en particulier pour le Panthéon de Paris où l'on peut voir un cycle entier consacré à l'histoire de Clovis : Le Vœu de Clovis à la bataille de Tolbiac, Le Baptême de Clovis et Le Triomphe de Clovis ; il y représente autour de Clovis plusieurs hommes politiques de l'époque, dont Gambetta, Clemenceau, Paul Bert et Édouard Lockroy. Une esquisse de cette œuvre est conservée à Paris au musée d'Orsay. Cette réalisation lui vaut le prix Jean-Reynaud décerné par l'Académie des beaux-arts en 1892, pour La Bataille de Tolbiac.
Il participe aussi à la décoration de l'Opéra-Comique et l'hôtel de ville de Paris.
Joseph Blanc est le dessinateur des timbres au type Blanc. Ce poinçon est conservé à Paris au musée de la Poste.

## Élèves
- Henri Bouché-Leclercq
- Georges Charrier (1859-1950)
- Georges Chicotot (1865-1937)[7]
- Edmond Defonte (1862-1948)
- Léon-Laurent Galand (1872-1960)
- Pierre Gatier (1878-1944)
- Octave Denis Victor Guillonnet (1872-1967), vers 1887-1891
- Robert Kastor (1872-1935)
- Gustave Henri Marchetti (1873-1938)
- Gustave Maunoir (1872-1943)
- Pierre-Victor Robiquet (1879-1951)